# Paol Keineg
Paol Keineg (Pont-de-Buis-lès-Quimerch, 6 de febrer de 1944) és un polític i escriptor bretó. Membre d'una família bretonòfona, i fou amic de l'escriptora bretona Anjela Duval. Ha estat supervisor d'afers jurídics a Pont-l'Abbé, Quimper i Brest. Es llicencià en literatura moderna a la Universitat de Bretanya Occidental el 1968 i treballà com a mestre suplent a Morlaix i després a Brest. Fou expulsat de l'estament educatiu el 1972, sense justificació aparent, però per motius polítics (era militant de la Unió Democràtica Bretona. Es casà amb una activista gal·lesa i va tenir una filla, la cantant Katell Keineg.
Es va unir a Jean-Marie Serreau, del Théâtre de la Tempête, qui va posar en escena la seva primera obra, le Printemps Bonnets Rouges. Simultàniament va treballar en la reparació de vaixells. El 1974 va treballar com a soldador a la F.P.A. de Rennes. Poc després, malgrat el seu èxit laboral, marxà cap a Califòrnia on va treballar breument i de manera clandestina sense permís de treball com a soldador, pintor, jardiner, i d'altres feines, alhora que aprèn anglès. Durant un temps va i torna d'Europa a Amèrica. El 1977 es va inscriure a la Universitat de Brown de Providence (Rhode Island), on el 1981 es doctorà en lletres, i ha estat professor al Dartmouth College de la Universitat de Brown i actualment treballa a la Universitat Duke (Durham, Carolina del Nord), alhora que ha estat professor convidat a les Universitats de Berkeley i Harvard.
Premi Yves Cosson 2020.

## Obra
- - "Scènes de la vie cachée en Amérique, Les Hauts-Fonds, 2021
  - "Korriganiques, (with paintings by Nicolas Fedorenko), éditions Folle avoine, 2019.
  - "Johnny Onion descend de son vélo, Les Hauts-Fonds, 2019
  - "Un enterrement dans l'île" (in French), translations of Hugh MacDiarmid, Les Hauts Fonds, 2016
  - Qui? (in French), translations of R.S. Thomas with Marie-Thérèse Castay and Jean-Yves Le Disez, Les Hauts Fonds, 2015
  - Mauvaises langues (in French), Obsidiane, 2014
  - Histoires vraies/Mojennoù gwir/Histórias verícas (in Portuguese), translations by Ruy Proença, Dobra Editorial, 2014
  - Abalamour (in Breton and French), drawings by François Dilasser, Les Hauts Fonds, 2012
  - Les trucs sont démolis, Le temps qu'il fait/Obsidiane, 2008
- Là et pas là, Le temps qu'il fait/Lettres sur cour, 2005
- Terre lointaine, éditions Apogée, 2004
- Triste Tristan, suivi de Diglossie, j'y serre mes glosses, éditions Apogée, 2003
- Anna Zero, éditions Apogée, 2002
- Dieu et madame Lagadec, éditions du Scorff, 2001
- A Cournille, éditions Dana, 1999
- Tohu, Wigwam éditions, 1995
- Silva return, Maurice Nodeau et Guernica (Montréal), 1989
- Oiseaux de Bretagne, oiseaux d'Amérique, Obsidiane, 1984
- Préfaces au Gododdin, Ed. Bretagnes, 1981
- Boudica, Taliesin et autres poèmes, Maurice Nadeau, 1980
- 35 haiku (bretó), Ed. Bretagne, 1978
- Lieux communs, suivi de Dahut, Gallimard, 1974
- Histoires vraies/Mojennoù gwir (bilingüe), P.J. Oswald, 1974
- Le printemps des Bonnets Rouges, P.J. Oswald, 1972
- Chroniques et croquis des villages verrouillés, P.J. Oswald, 1971
- Hommes liges des talus en transes, P.J. Oswald, 1969
- Le poème du pays qui a faim, Traces, 1967, Ed. Bretagne 1982

## Teatre
- Le printemps des Bonnets Rouges, Théâtre de la Tempête, posada en escena de Jean-Marie Serreau, desembre 1972-gener 1973.
- (Manque d')aventures en Pathogénie, France-Culture, radiada per Jean Taromi, 1983.
- La Reine de la nuit, Théâtre du Miroir, Châteaulin, Finistère, 1992.
- Kaka, ou l'Entrevue céleste, a La Nuit des naissances, Théâtre de Folle Pensée, Saint-Brieuc, 1994
  - Anna Zéro. Gwengolo (Tombées de la nuit), directed by Michel Jestin, Rennes, 2002.
  - Terre lointaine, Théâtre de Folle Pensée, directed by Annie Lucas, Quimper, 2004.